# Jean-Pierre Saccani
 (mai 2014).
Si vous disposez d'ouvrages ou d'articles de référence ou si vous connaissez des sites web de qualité traitant du thème abordé ici, merci de compléter l'article en donnant les références utiles à sa vérifiabilité et en les liant à la section « Notes et références ».
Pour les articles homonymes, voir Saccani.
Jean-Pierre Saccani est un journaliste français. Il a été rédacteur en chef de plusieurs titres de presse écrite, comme le Figaro (Figaroscope), VSD et La Parisienne, et de hors-séries pour L'Express et Beaux Arts magazine.

## Ouvrages
Saccani a écrit ou participé à plusieurs ouvrages :
- Jean-Pierre Saccani, Nelson et Simone, 1993 (réédité par les éditions L'Archipel en mai 2016)
- Thierry Dussard et Jean-Pierre Saccani, Le temps d'un cigare, 2000
- Madame Lisa, Portes ouvertes sur maison close, Grasset, 2012
- Dominique Alderweireld, Moi Dodo la Saumure, Denoël, 2013